# Ulrika Bergman
Pour les articles homonymes, voir Bergman.
Ulrika Bergman (née le 11 juin 1975 à Östersund - ) est une curleuse suédoise.

## Biographie

### Jeux olympiques
- Jeux olympiques d'hiver de 2006 à Turin  Italie:
  -  Médaille d'or en Curling.